# The Girl of the Music Hall
The Girl of the Music Hall è un cortometraggio muto del 1915 diretto da Kenean Buel e interpretato da Alice Joyce e Guy Coombs.

## Trama
Trama e critica su Stanford University.

## Produzione
Il film fu prodotto dalla Kalem Company.

## Distribuzione
Il film venne distribuito nelle sale il 22 marzo 1915 dalla General Film Company.